# Cândido Van-Dúnem
Cândido Pereira dos Santos Van-Dúnem ist ein angolanischer Offizier der Streitkräfte Angolas (Forças Armadas Angolanas) und Politiker der Movimento Popular de Libertação de Angola (MPLA).

## Leben
Cândido Pereira dos Santos Van-Dúnem absolvierte nach dem Schulbesuch eine Offiziersausbildung und war danach als Offizier der Streitkräfte Angolas (Forças Armadas Angolanas) tätig. Ein Studium der Militärwissenschaften schloss er mit einem Lizenziat (Licenciado em Ciências Militares) ab. Nachdem er zwischen 2000 und 2004 Militärischer Berater der Ständigen Vertretung Angolas bei den Vereinten Nationen in New York City war, fungierte er zwischen 2005 und 2017 als verteidigungs- und sicherheitspolitischer Berater von Staatspräsident José Eduardo dos Santos. Zugleich fungierte er in dessen Amtszeit im Kabinett von Premierminister António Paulo Kassoma vom 30. September 2008 bis zum 5. Februar 2010 als Vize-Minister für Nationale Verteidigung.
Nach der Abschaffung des Amtes des Premierministers im Zuge einer Verfassungsänderung vom 3. Februar 2010 wurde Cândido Van-Dúnem am 5. Februar 2010 in die Regierung von Staatspräsident José Eduardo dos Santos berufen und übernahm in dieser das Amt des Ministers für Nationale Verteidigung (Ministro da Defesa Nacional). Im Zuge dieser Kabinettsbildung übernahm Fernando da Piedade Dias dos Santos das Amt des Vizepräsidenten, das anstelle des abgeschafften Amtes des Premierministers neu geschaffen wurde. Des Weiteren wurde Carlos Alberto Lopes neuer Finanzminister. Das Amt des Verteidigungsministers bekleidete er bis zum 23. April 2013, woraufhin João Lourenço seine Nachfolge antrat. Er selbst übernahm im Zuge dieser Regierungsumbildung am 23. April 2013 das Amt des Ministers für ehemalige Kämpfer und Veteranen des Vaterlandes (Ministro dos Antigos combatentes e Veteranos da Pátria), welches er bis zum Ende der Amtszeit von Staatspräsident dos Santos am 26. September 2017 innehatte.
Am 19. Januar 2018 wurde Van-Dúnem als Nachrücker für Carlos Alberto Ferreira Pinto auf der Landesliste der Movimento Popular de Libertação de Angola (MPLA) Mitglied der Nationalversammlung (Assembleia Nacional). Er ist dort Mitglied der 1. Parlamentskommission (1ª Comissão: Assuntos Constitucionais e Jurídicos), die für Verfassungsangelegenheiten und Recht zuständig ist.